# Калабішка Олексій Васильович
Олексі́й Васи́льович Калабішка (нар. 12 листопада 1975, с. Плоске, Свалявський район, Закарпатська область, Українська РСР — 21 липня 2017, смт Зайцеве, Бахмутський район, Донецька область, Україна) — старший прапорщик Збройних сил України, учасник російсько-української війни.

## Біографія
Народився 1975 року в селі Плоске Свалявського району Закарпатської області. Навчався у Плосківській середній школі.
У 1993—1995 роках проходив строкову службу в лавах Збройних сил України. З 1999 року служив у 128-ій окремій гірсько-піхотній бригаді, військова частина А1556. Мешкав за місцем служби — в Мукачеві.
У зв'язку з російською збройною агресією проти України з серпня 2014 року брав участь в антитерористичній операції на території Луганської і Донецької областей. Виконував завдання в районі Луганська, Станиці Луганської, Щастя, у 2015 році пройшов бої за Дебальцеве, у 2016—2017 воював в районі Донецька та Горлівки.
Старший прапорщик, головний сержант взводу снайперів 128 ОГПБр.
21 липня 2017 року о 14:45 загинув від осколкових поранень внаслідок підриву на вибуховому пристрої, під час пересування з метою вибору позиції для снайпера ротного опорного пункту, в районі смт Зайцеве на Горлівському напрямку, неподалік від залізничної станції Майорська. Ще один військовослужбовець дістав поранення.
Похований 25 липня на кладовищі міста Мукачево.
Залишилась дружина Вероніка та двоє синів, Ростислав і Максим.

## Нагороди та відзнаки
- Указом Президента України від 11 жовтня 2017 року № 318/2017, за особисту мужність і самовіддані дії, виявлені у захисті державного суверенітету та територіальної цілісності України, зразкове виконання військового обов'язку, нагороджений орденом «За мужність» III ступеня (посмертно)[8].
- Нагороджений відзнакою Президента України «За участь в антитерористичній операції».
- 28 лютого 2018 року нагороджений відзнакою УПЦ КП — медаллю «За жертовність і любов до України»[9].

## Вшанування пам'яті
- 14 жовтня 2017 року в селі Плоске Свалявського району у Плосківській ЗОШ І-ІІІ ступенів було встановлено стенд на честь полеглого на війні земляка[10].
- У січні 2018 року присвоєне звання «Почесний громадянин міста Мукачева» (посмертно)[11][12].
- Рішенням Мукачівської міськради від 21 червня 2018 року № 1054 вул. Маміна-Сибіряка у м. Мукачеві перейменовано на вулицю Олексія Калабішки[13][14].